# Ятор, Винсент
Винсент Кипсегечи Ятор — кенийский легкоатлет, бегун на длинные дистанции.
Серебряный призёр чемпионата Африки 2010 года с результатом 13.30,53. Победитель 4-мильного пробега 4 Mijl van Groningen 2011 года. На чемпионате мира среди юниоров 2008 года занял 6-е место. Занял 4-е место на Играх Содружества 2010 года. Серебряный призёр 10-километрового пробега Singelloop Utrecht 2009 года — 27.34.
1 сентября 2013 года занял 2-е место на пробеге Tilburg Ten Miles.
18 января 2015 года выиграл полумарафон в Санта-Поле с результатом 1:00.15. 8 марта 2015 года выиграл Парижский полумарафон — 1:00.12. 19 апреля занял 4-е место на полумарафоне Янчжоу — 59.55.